# Filownia
Filownia – część miasta Gogolin, położona ok. 2,5 km na południowy zachód od centrum miasta.